# Bisagno
Il torrente Bisagno (in ligure Bezàgno /beˈzaɲu/) è – assieme al torrente Polcevera – fra i maggiori corsi d'acqua di Genova: taglia in senso trasversale il capoluogo ligure dando il nome alla omonima valle. La conformazione orografica della relativa Val Bisagno definisce l'assetto territoriale di tre comuni: Genova, Bargagli, Davagna. Tra i suoi affluenti vi sono il torrente Lentro, il torrente Canate, il rio Geirato, il rio Torbido, il rio Molassana e il rio Fereggiano. La sua lunghezza è di circa 25 km.  Sfocia nel golfo di Genova, in corrispondenza del quartiere di San Pietro alla Foce (per contrazione, semplicemente la Foce).

## Storia

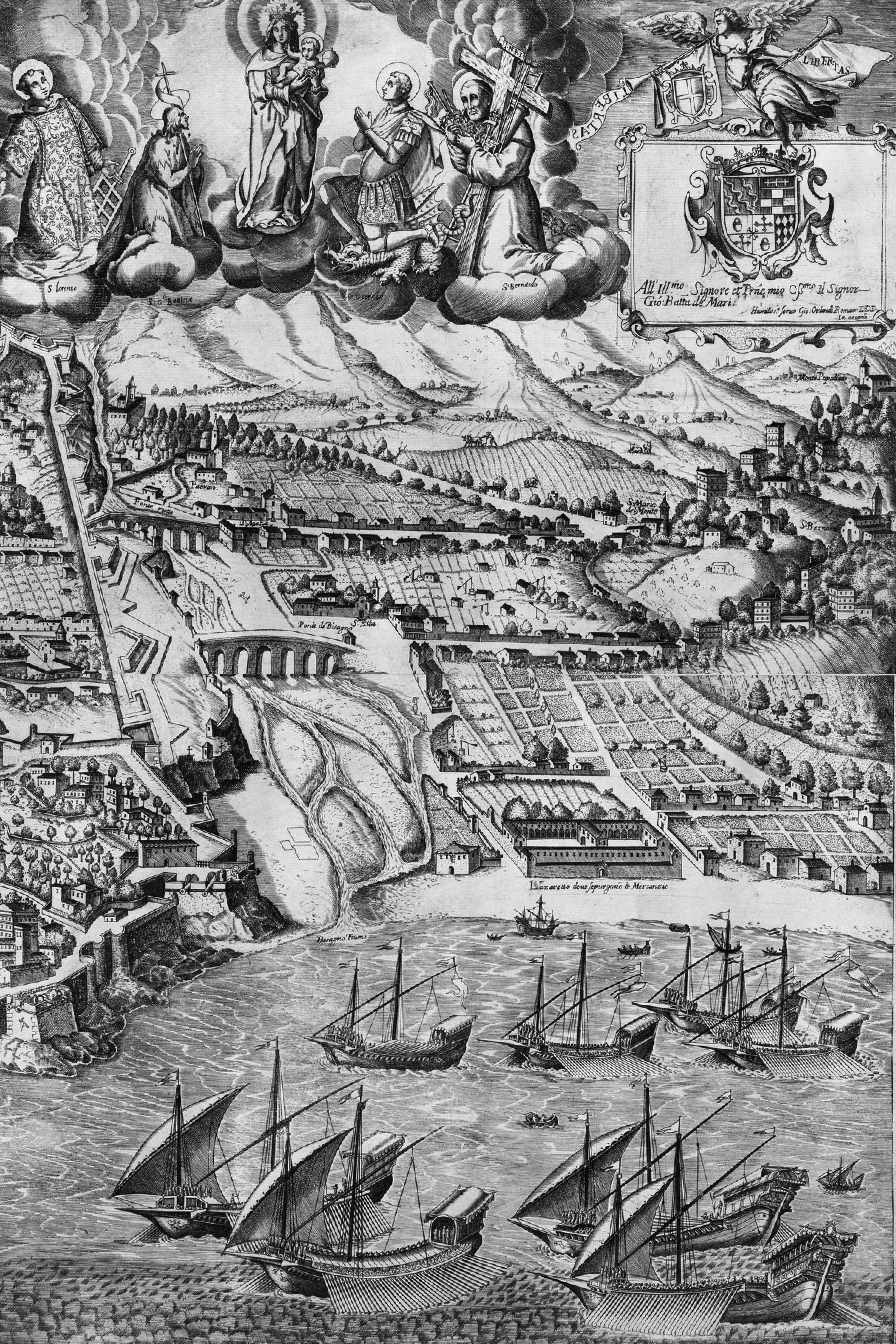
In una mappa del 1637 si vedono già il Ponte Pila, qui chiamato Ponte del Bisagno, e il Ponte di Sant'Agata, parzialmente crollato durante l'alluvione del 1970

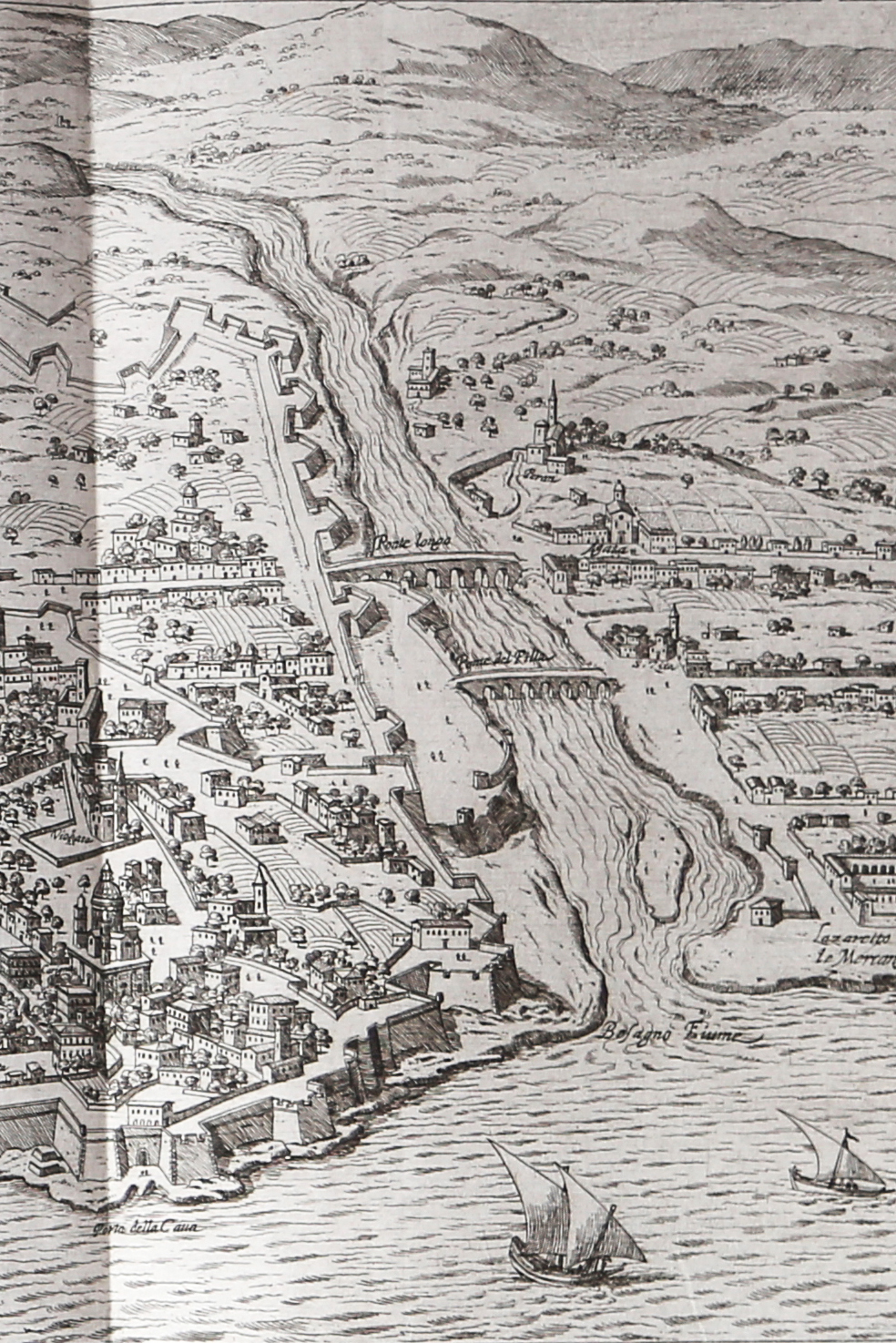
Il "Fiume Besagno" in un disegno del XVII secolo in cui è già nominato il Ponte del Pilla, nella zona omonima, e il Ponte Sant'Agata, qui chiamato Ponte Longo

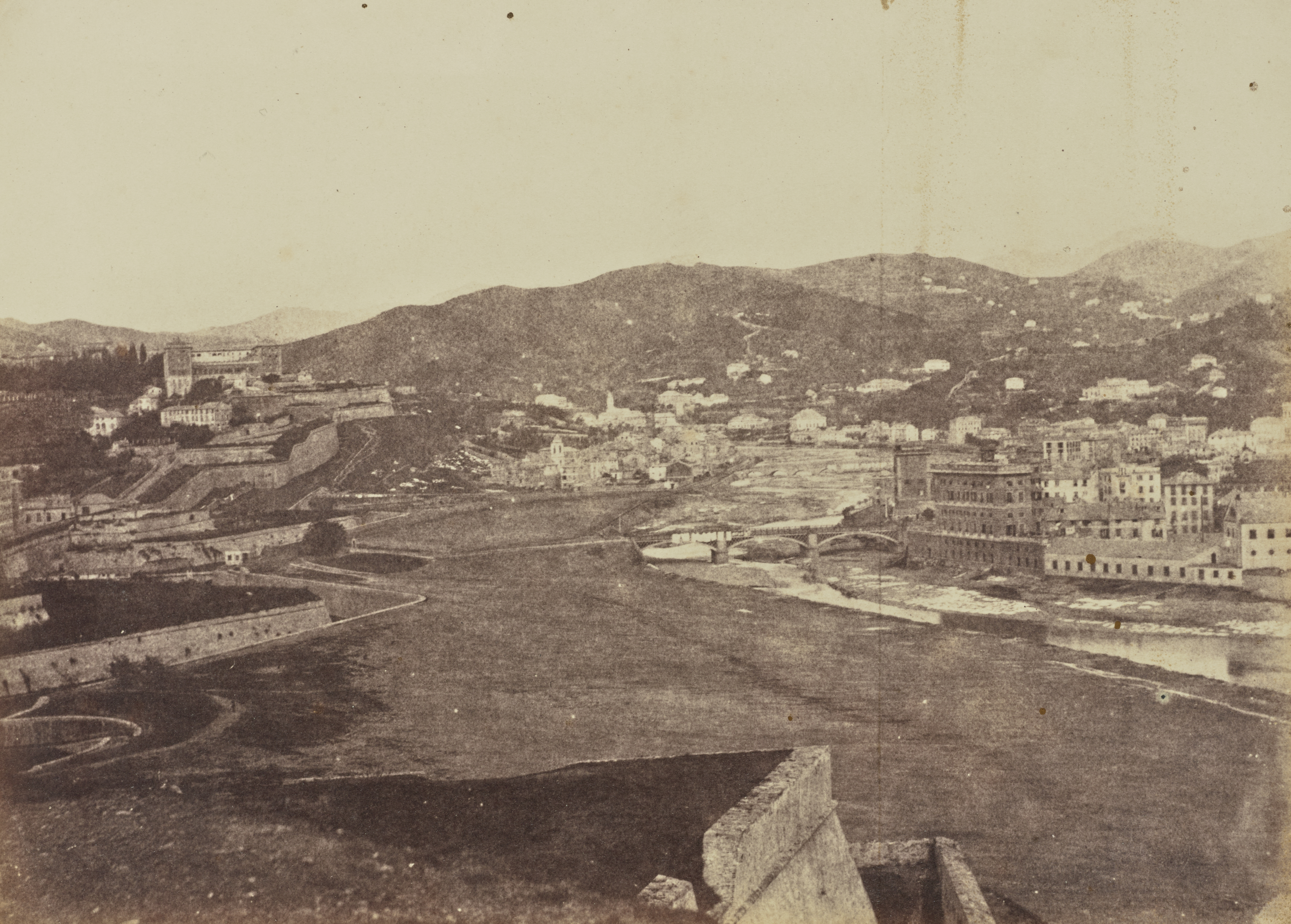
Il letto del bisagno, dalla foce verso l'interno. Si tratta di una delle prime riproduzioni fotografiche che lo raffigurano, risalente agli anni 50 del XIX secolo, ad opera della fotografa inglese Jane Martha St. John.

Nell'epoca preromana aveva un letto circa quattro volte più largo e profondo rispetto a quello d'oggi, lungo il quale – con il relativo porto a circa 5 km all'interno rispetto alla costa – si era ipotizzata la presenza del nucleo originario di Genova, chiamato Σταλìα in greco (Stalia), che si faceva coincidere con l'attuale località di Staglieno (anche per una similitudine verbale); questa ipotesi è stata smentita dai ritrovamenti più recenti nelle zone più vicine al litorale.
Già almeno dal XVII secolo il corso d'acqua era indicato col nominativo di Bisagno, come mostra una dettagliata mappa di Alessandro Baratta del 1637.
Il torrente diede il nome tra il 2 dicembre 1797 e il 28 aprile 1798 al Département du Bisagne o Dipartimento del Bisagno, una delle unità amministrative nelle quali era suddivisa la Repubblica Ligure, che aveva per capoluogo San Martino.
In passato il Bisagno, come un lungo serpentone che scendeva dalla montagna, serviva per trasportare verso il porto da Calvari (frazione sulle alture di Davagna) il legno di castagno destinato alla costruzione delle navi.
Il torrente è spesso in secca, ma capace di provocare disastrosi fenomeni alluvionali in caso di piena, come accaduto il 19 settembre 1953, il 7 ottobre 1970, a più riprese negli anni novanta, il 4 novembre 2011 e il 9 ottobre 2014. Durante l'alluvione del 2011 il torrente è esondato verso le ore 12:40 nelle zone di Molassana (in Via Bernardini, località Olmo), di Piazzale Adriatico e di Borgo Incrociati, provocando allagamenti in tutta la zona del centro prospiciente la stazione ferroviaria di Genova Brignole con chiusura di quest'ultima fino al giorno successivo e problemi alla circolazione automobilistica. I maggiori danni e le sei vittime causate dall'evento sono state provocate non direttamente dal Bisagno ma dall'esondazione del Rio Fereggiano; tra le cause di questa va comunque annoverato anche l'effetto di blocco del deflusso del Fereggiano nel Bisagno dovuto a sua volta al deflusso insufficiente del Bisagno stesso nel momento della piena.
Il nome Bisagno è indirettamente usato nel capoluogo ligure – nella forma diminutiva di bisagnino – per indicare il mestiere dell'ortolano: i bisagnini (o bezagnìn) furono, nei primi decenni del XX secolo, i coltivatori che usavano come campi da coltivare il greto del torrente, fertile per il limo lasciato dalle piene. Questa usanza era diffusa nella media valle Bisagno nelle delegazioni di San Sebastiano, San Gottardo,  Molassana,  Struppa e Prato fino alla piena del 1970, quando venne considerata un'abitudine pericolosa e venne proibita. Per lo stesso motivo fu proibita anche l'usanza di accendere dei falò nel greto per la festa di San Giovanni Battista,  patrono di Genova, si tratta dell'antichissima tradizione folklorica precristiana che celebra il solstizio d'estate molto diffusa in Europa il 23 giugno, vigilia della festa: probabilmente sia la coltivazione sia i falò del 23 giugno contribuivano a tenere il torrente pulito. 

### I lavori di copertura degli anni trenta

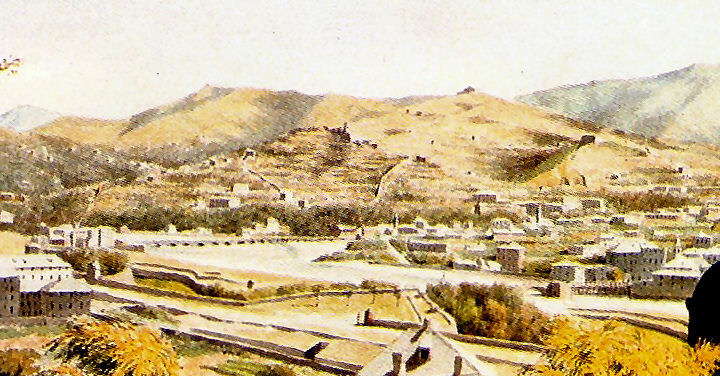
Il ponte Pila nel 1822, in un acquerello di Luigi Garibbo

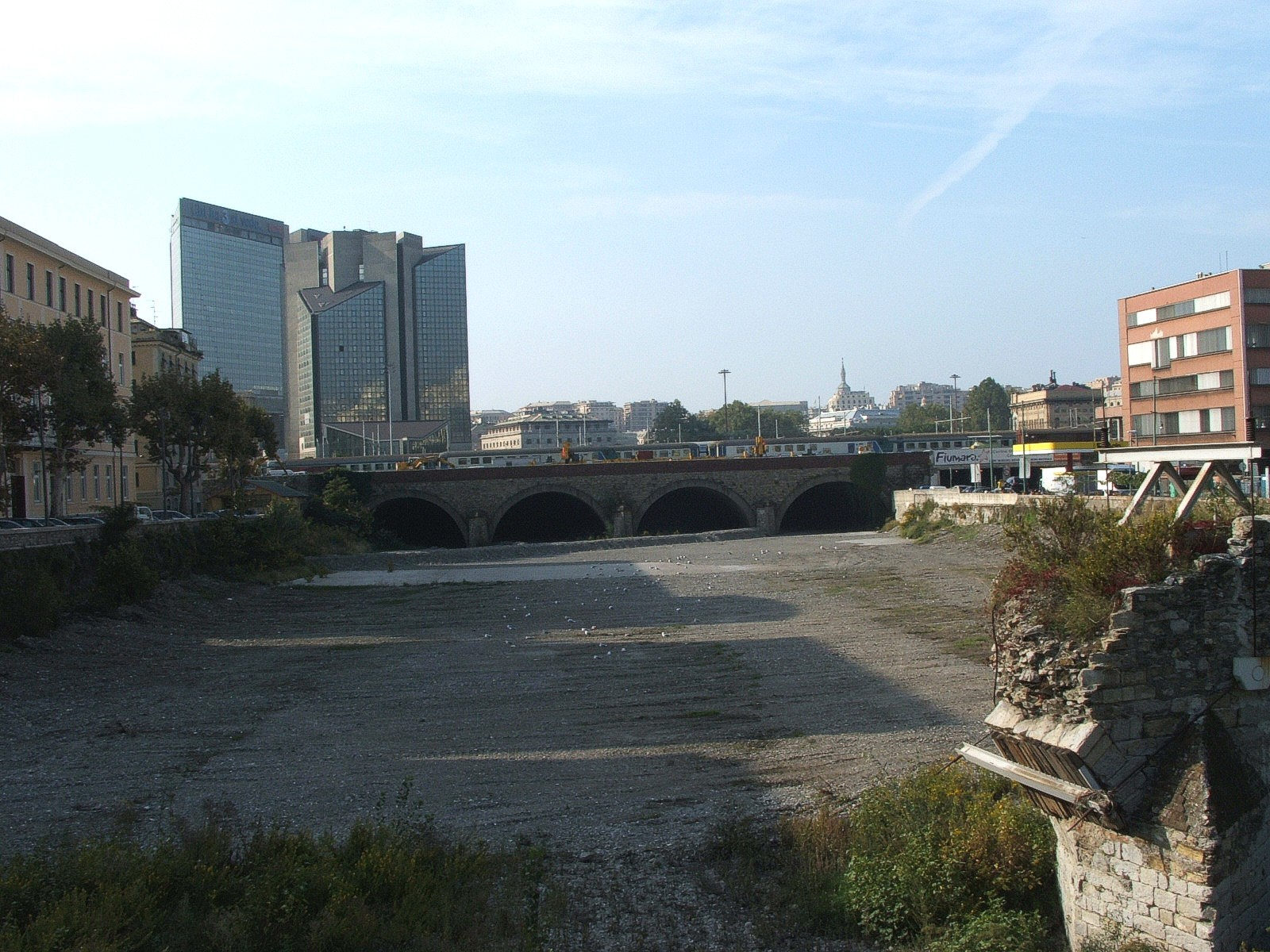
La parte iniziale della copertura a Brignole

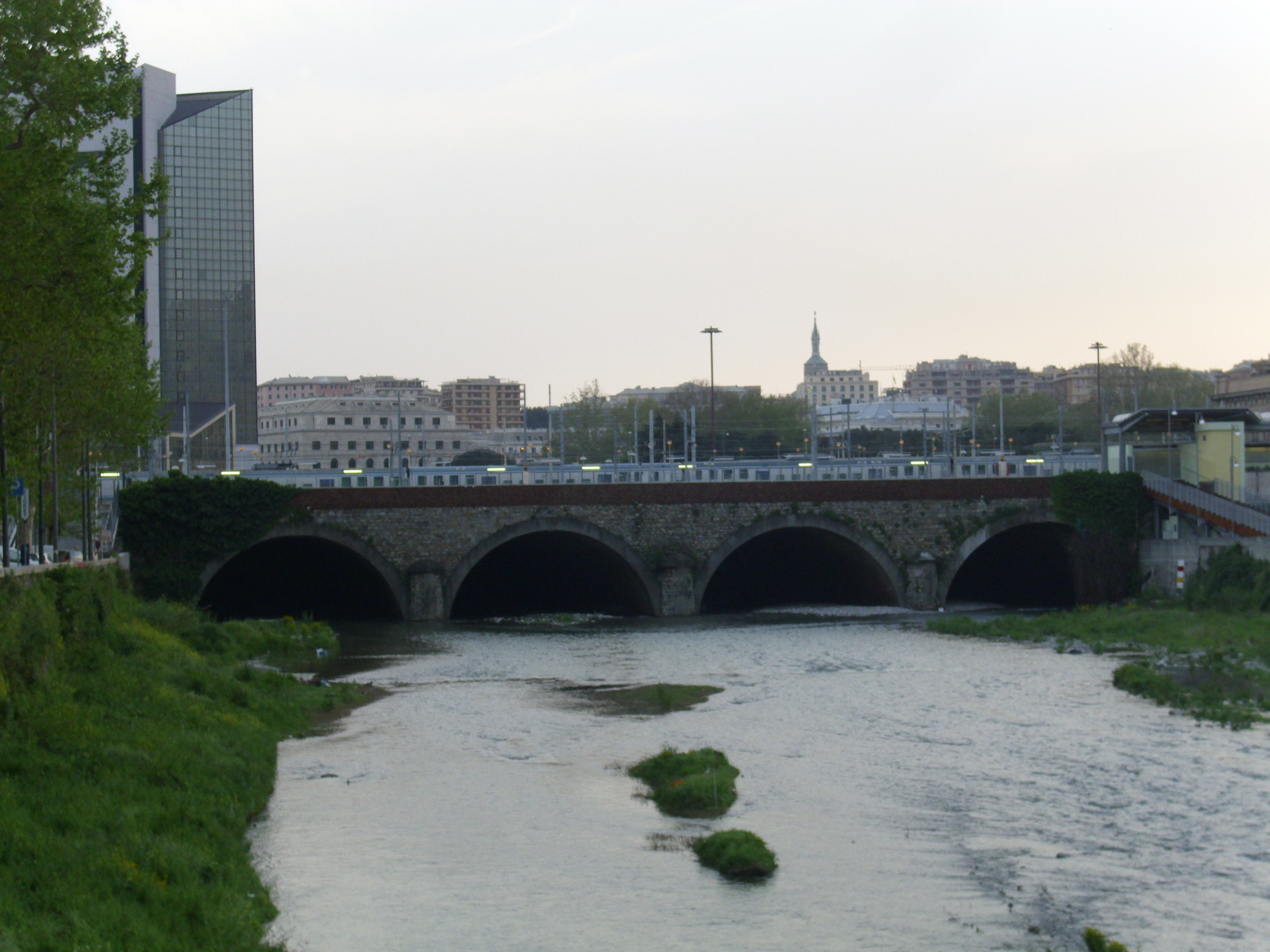
Ponte della Ferrovia a Brignole

#### La sottostima del 1907
Negli anni 1928-1931 fu realizzata la copertura del torrente Bisagno: la portata di piena fu sottostimata in 500 m³/s, sulla base della relazione Fantoli. Nelle piene nel corso dei secoli, di cui si ha memoria dei dati, si sono verificati eventi sino a 1.300 metri cubi al secondo.
Nella tabella si può osservare la diversità delle valutazioni dal 1878 al 1998, la cui unica effettivamente molto vicina ai dati reali fu quella del 1905/1907 di Giuseppe Cannovale, i cui progetti di copertura del torrente e riqualificazione dell'area non furono accolti.
| m³/s       | Riferimento                                                                   | Anno        |
| ---------- | ----------------------------------------------------------------------------- | ----------- |
| 170 m³/s   | Ministero dei Lavori Pubblici                                                 | 1878        |
| 600 m³/s   | architetto Pesce Maineri                                                      | 1907 (ante) |
| 1 200 m³/s | ingegnere Cannovale                                                           | 1907 (ante) |
| 500 m³/s   | ingegneri Inglese, Fantoli e Canepa                                           | 1909        |
| 845 m³/s   | ingegnere Brizzolara                                                          | 1965        |
| 950 m³/s   | Pirozzi, Supino, Marchi, Berardi, Gazzolo e Rocchi                            | 1970        |
| 1 150 m³/s | ingegnere Cati                                                                | 1971        |
| 1 300 m³/s | Portata duecentennale di progetto definita dal Piano di Bacino del T. Bisagno | 1998        |

La commissione Inglese, Fantoli e Canepa, incaricata nel 1907 dal sindaco del comune di Genova Gerolamo Da Passano di stabilire la portata di massima piena per realizzare la canalizzazione e la copertura, eseguita negli anni 1928-1931, sottostimò la portata massima, indicata come mai superiore ai 500 m³/s.

#### La copertura del 1928-1931 della porzione che va da Brignole alla Foce
L'intervento di copertura degli anni 1928-1931 e l'urbanizzazione resero più problematica la situazione dei secoli precedenti. «Dopo il completamento dell'opera di canalizzazione e copertura, si verificarono, nel 1945 e nel 1951, nubifragi di elevata intensità, tali da superare le precedenti valutazioni critiche. In seguito, il nubifragio del 19 settembre 1953, preceduto da 9 giorni di rilevante piovosità, sollecitava il bacino chiuso a Staglieno (dove il torrente Bisagno sottende una superficie di 81,1 km²) con una pioggia ragguagliata pari a 181 mm in 6 ore. La corrispondente risposta del bacino produceva una portata al colmo di 755 m³/s nella stessa sezione di Staglieno, nonché l'esondazione del corso d'acqua con allagamenti nelle zone di Genova centro».
Con i lavori del 1928-1931, il Bisagno, tra Brignole e la Foce, venne ristretto di 48 metri. Il nuovo assetto sotterraneo abbassò a 3,5 metri la sponda, prima alta 5 metri.

### I lavori negli anni duemila

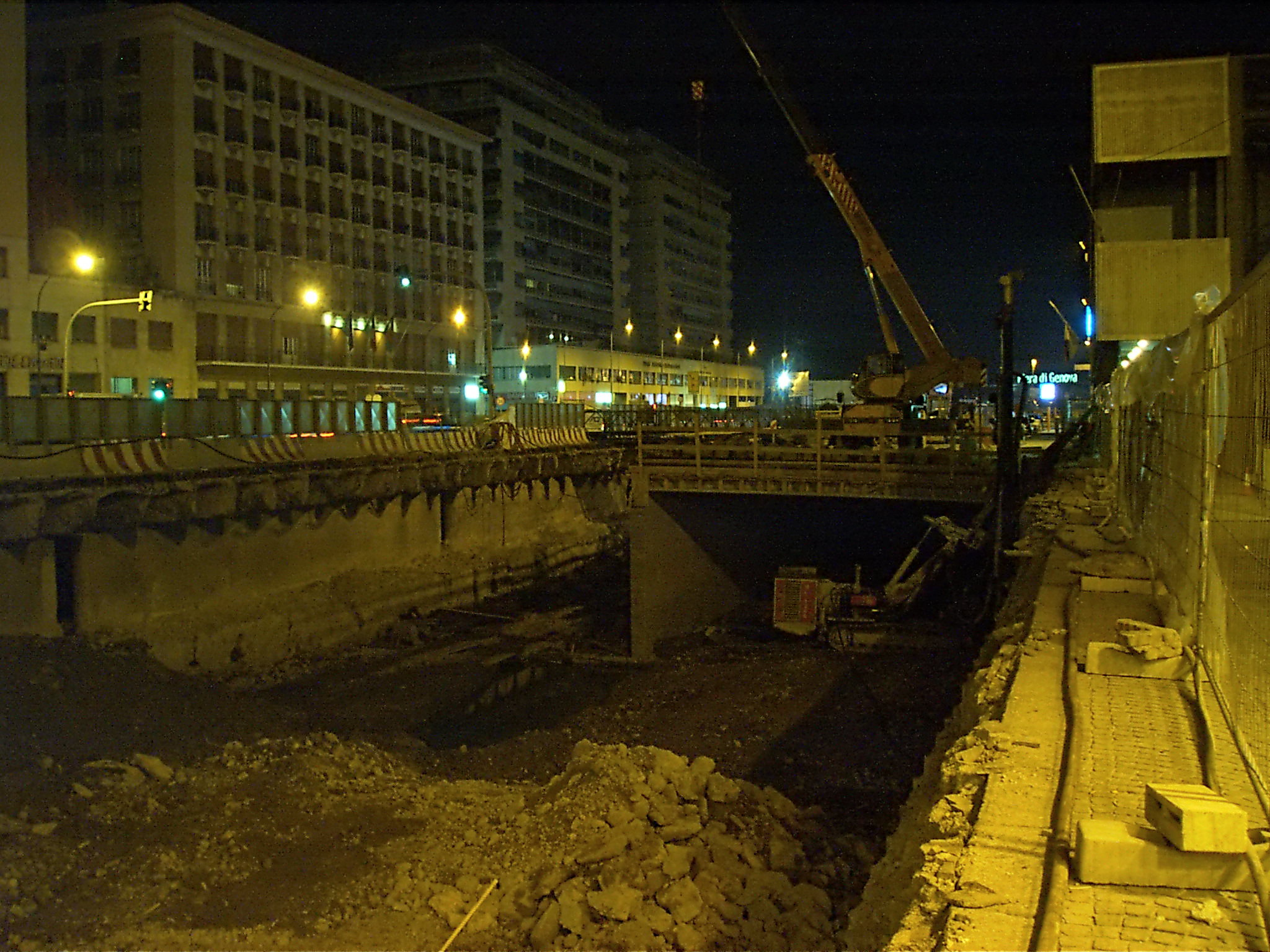
Lavori di rifacimento della copertura del torrente in Viale delle Brigate Partigiane (luglio 2007)

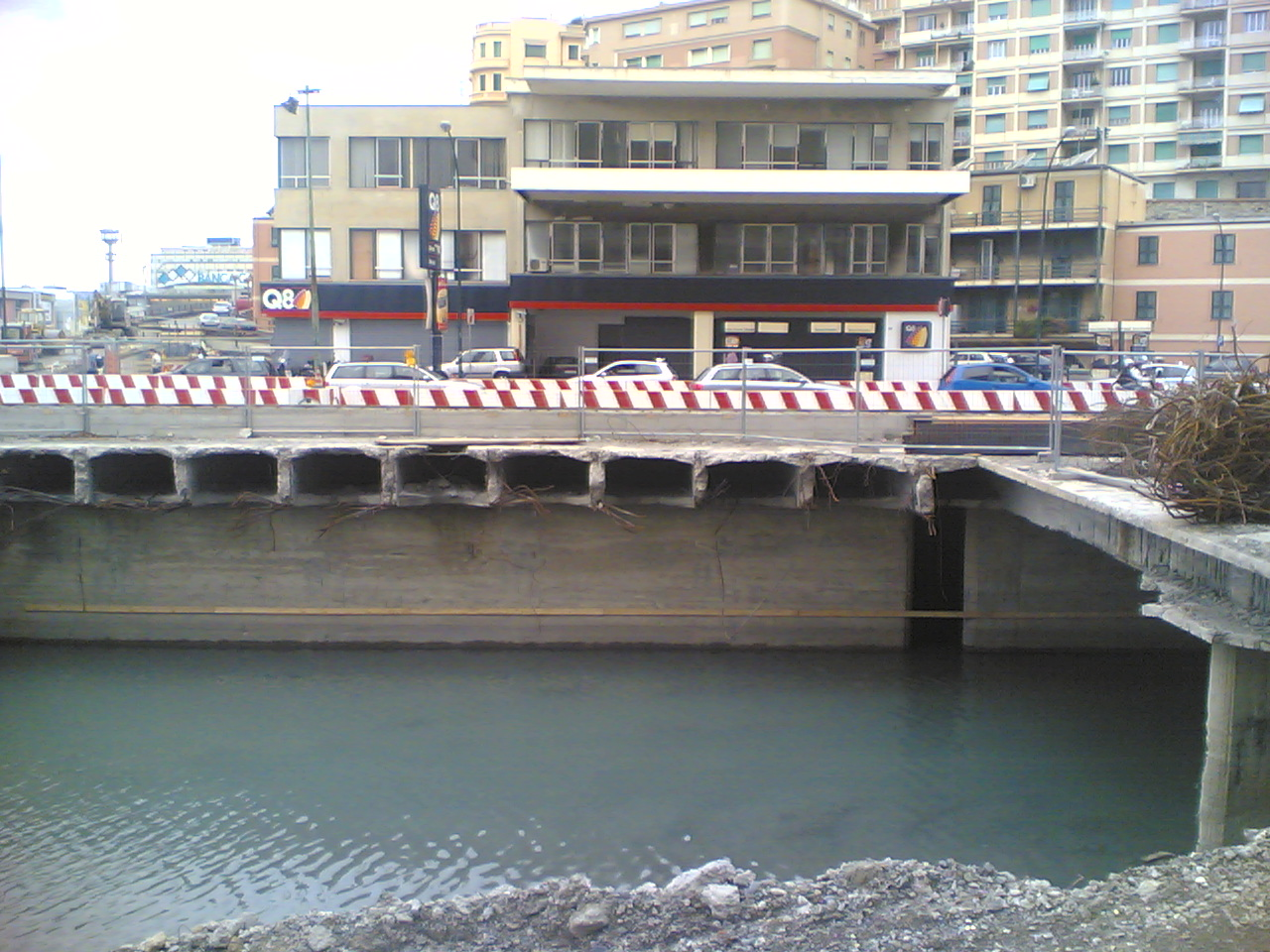
I lavori di rifacimento della copertura già eseguiti, zona Foce

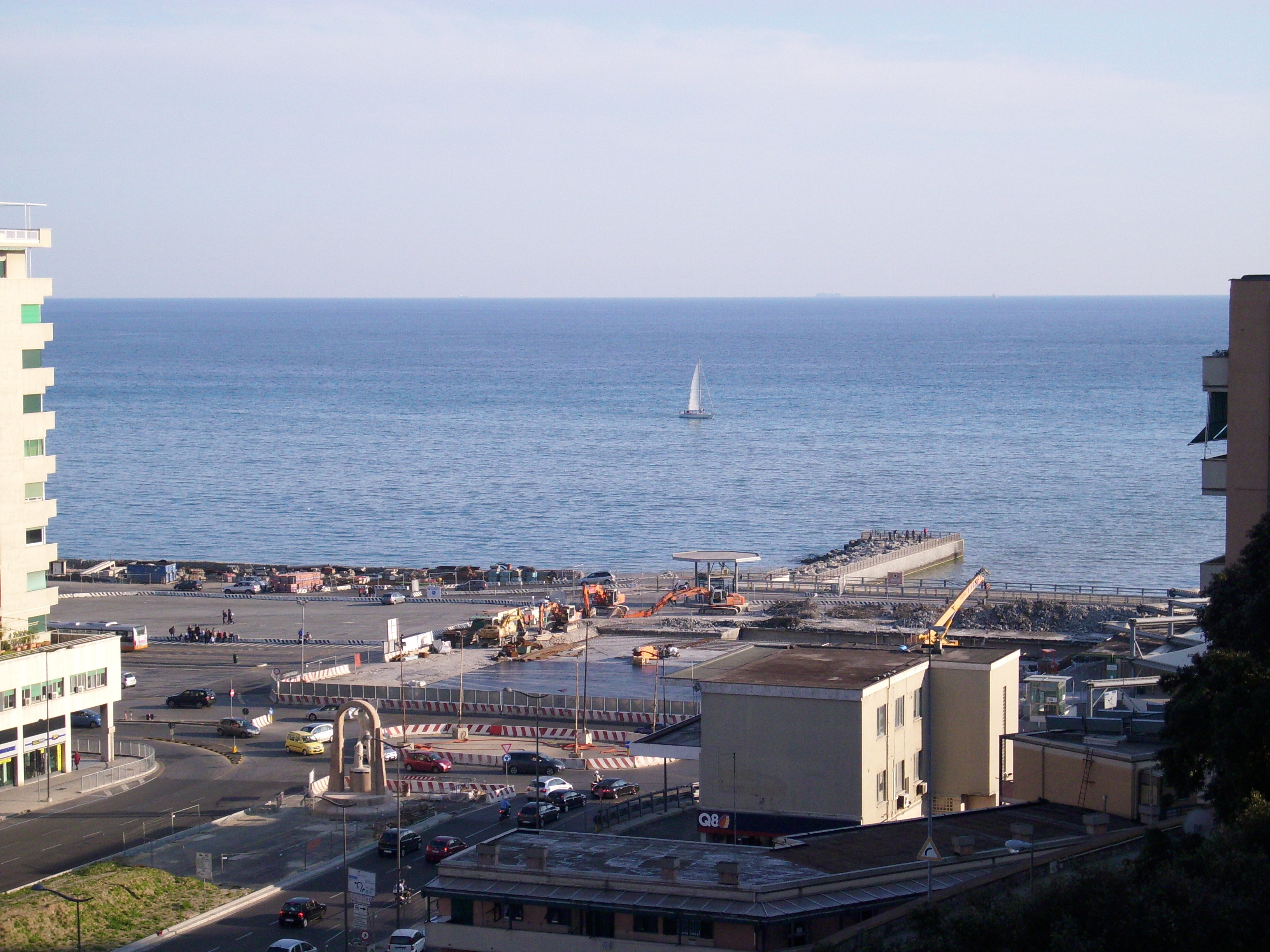
I lavori di rifacimento della copertura già eseguiti, zona Foce

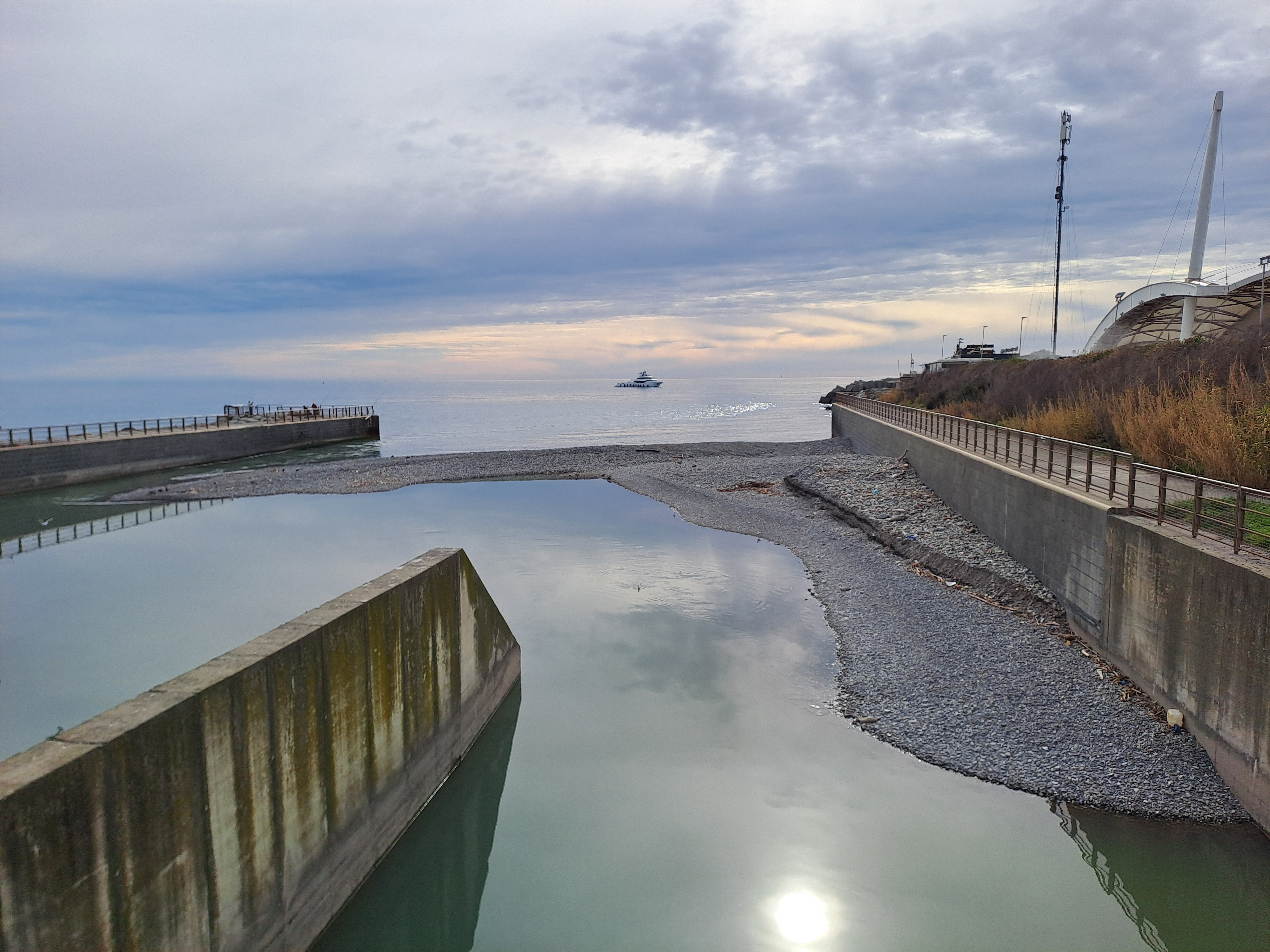
Foce del torrente Bisagno

Nel Piano di Bacino, approvato il 4 dicembre 2001, era già evidenziato : «Il tronco più critico è quello terminale a causa della grave insufficienza del tratto canalizzato e coperto per il quale la portata di piena con periodo di ritorno 200-ennale è stimata in 1300 m³/s, valore che supera ampiamente la sua attuale capacità di smaltimento, calcolata in 500 m³/s in fase di progetto; valore superabile con periodo di ritorno 20-ennale-50-ennale e superato più volte, sia nel corso di questo secolo, sia in precedenza. L'elevato rischio di esondazione per superamento della capacità di smaltimento del tronco canalizzato e coperto comporta pericolosi effetti di rigurgito a monte. Tali effetti si ripercuotono fino alla confluenza del rio Fereggiano e sono amplificati dalla presenza di ulteriori manufatti di attraversamento e/o strutture interferenti con l'alveo».

#### L'intervento di rifacimento della copertura del Bisagno
Nel 2005 il primo lotto delle opere è stato iniziato ed è stato ultimato a gennaio del 2009; l'esecuzione dei lavori ha permesso di aumentare la portata transitabile da 400 a circa 600 m³/s e di eliminare i limiti di carico (18 t) lungo la viabilità urbana.
Nel 2009 è stato avviato l'iter per il secondo lotto del rifacimento della copertura del Bisagno che è stato finanziato, appaltato, poi sospeso per trenta mesi dai vari ricorsi e sbloccato nell'ottobre 2014.
Nel 2011, un ricorso al Tar da parte di due consorzi delle imprese escluse dall'assegnazione del secondo lotto dei lavori, quello che comprende il tratto che va dalla Questura di Genova fino alla stazione Brignole, li ha bloccati. È seguito un controricorso al Consiglio di Stato che ha assegnato la competenza al Tar del Lazio.
Nel luglio 2014, il Tar del Lazio ha riconosciuto le ragioni del consorzio delle imprese assegnatarie, vincitrici della gara e ha disposto la ripresa dei lavori.
Il tratto terminale interessa un'area popolosa e snodo di trasporto ferroviario in cui sono ben oltre centomila le persone che vi gravitano.
In quest'area si possono riscontrare strutture e infrastrutture aventi un valore rilevante per l'assetto urbanistico. Basti pensare alla stazione ferroviaria di Brignole, agli snodi stradali che portano dalla val Bisagno al centro della città e alle diramazioni del traffico cittadino verso levante e ponente.
L'area è poi anche interessata da un riassetto e dalla realizzazione di grandi opere come il nodo ferroviario, il progetto "Grandi Stazioni" per Genova Brignole, le tratte Corvetto - Brignole e Brignole - Val Bisagno della metropolitana, l'ampliamento di Calata Bettolo e dei moli Ronco e Canepa nella darsena e infine il potenziamento delle strutture della Fiera del Mare. Vi sarà così un ulteriore incremento di strutture in cui maggiori saranno le persone che vi passeranno con un maggiore rischio potenziale.  « Per questo si manifesta la necessità che l'attuazione del progetto proceda di pari passo con quella delle opere previste per la messa in sicurezza del torrente».
| Superficie totale del bacino:                                         | 93 km² |
| Copertura attuale tratto terminale:                                   | 4 fornici di larghezza netta pari a 12 m                                                                               |
| Portate di piena alla foce                                            | - T50= 790 m3/s - T200=1301 m3/s - T500=1785 m3/s                                                                      |
| Portate stimate eventi storici:                                       | - 1953: 755 m3/s - 1970: 950 m3/s - 1992: 700 m3/s                                                                     |
| Portata del progetto degli anni '30:                                  | 500 m³/s |
| Portata massima smaltibile:                                           | 700 m3/s (portata istantanea con immediato innesco di rigurgito e riduzione della portata smaltibile a circa 400 m3/s) |
| T associato:                                                          | 25-30 anni |
| Superficie urbana soggetta a rischio di inondazione con T=50 anni:    | circa 1,4 km² |
| Persone a rischio:                                                    | circa 100.000 |
| Portata massima smaltibile a seguito degli interventi di adeguamento: | - circa 850 m3/s con franco - circa 950-1050 m3/s senza franco                                                         |
| Portata di progetto smaltibile dal canale scolmatore:                 | circa 450 m3/s |

#### Lo scolmatore del Fereggiano
Uno degli affluenti del torrente Bisagno è il torrente Fereggiano ed è stato avviato l'iter dei lavori per lo scolmatore dello stesso. È stata effettuata la progettazione. Sono stati reperiti i finanziamenti e approvata la realizzazione della prima parte del primo lotto dello scolmatore. Dopo l'approvazione del Consiglio Superiore dei Lavori Pubblici, ci sono state l'approvazione del progetto definitivo, la gara d'appalto e la fase esecutiva. Nell'ottobre 2015 sono iniziati i lavori per lo scolmatore, conclusi nell'ottobre del 2019.

#### Lo scolmatore del Bisagno
La copertura degli anni '30 ha previsto una portata di 500 m³/s, elevabile a una capacità massima di 700 m³/s; il piano attuale prevede invece una portata di 850 m³/s, elevabile a una massima di 950 - 1.050 m³/s.
Il Piano di bacino del 2001 ha previsto come massima portata 1.300 m³/s con la realizzazione del canale scolmatore del Bisagno, prevista nel progetto originario, che alzerebbe la portata di 450 m³/s, arrivando così ai 1.300 m³/s di portata.

## Percorso
Il Bisagno nasce dal passo della Scoffera, ad un'altitudine di 650 m. Propriamente, il torrente nasce come Bargaglino al Passo della Scoffera, assumendo poi il nome di Bisagno dalla confluenza con il Lentro, nei pressi di località La Presa.
Nella parte finale del suo percorso attraversa i quartieri genovesi di Prato, Doria, Giro del Fullo, Molassana, San Gottardo, San Sebastiano, Gavette, Staglieno, Marassi, Borgo Incrociati, Borgo Pila e Foce. Per parte del suo percorso è costeggiato dalla Strada Statale 45.
In riva al Bisagno, all'altezza del quartiere di Marassi, sorge lo stadio di Marassi intitolato a Luigi Ferraris, nel quale giocano le loro partite interne le squadre di calcio del Genoa e della Sampdoria.
Numerosi sono i ponti e i cavalcavia (anche autostradali) che lo sovrastano: di particolare pregio architettonico era l'antico ponte medievale situato all'altezza del Borgo Incrociati, costruito per congiungere il centro della città con l'antica strada romana di levante, andato quasi completamente distrutto nell'alluvione del 1970 e del quale rimangono solo pochi resti.
Negli anni trenta la parte finale del torrente è stata tombinata, nell'ambito delle operazioni edilizie che in quegli anni cambiarono radicalmente l'aspetto di quella zona di Genova, e scorre ora sotto viale Brigata Bisagno e viale delle Brigate Partigiane, per sfociare poi a fianco al quartiere fieristico della Fiera di Genova.

### Il ponte medievale di Sant'Agata
|  |

Nella sequenza a lato, l'antico ponte di Sant'Agata, costruito in epoca medievale.
Da sinistra: il ponte – spesso erroneamente indicato come struttura di fabbricazione romana – con sullo sfondo le case dello storico Borgo Incrociati (o Borgo degli Incrociati) in prossimità del palazzo delle Poste e della stazione di Genova Brignole; i grattacieli della moderna Corte Lambruschini fanno da sfondo al rudere dell'antico ponte; sullo sfondo del torrente in secca (autunno 2005) le case del quartiere popolare di San Fruttuoso.
L'originario ponte che sorgeva su questo tratto del torrente Bisagno fu costruito in pietra dai Romani come molte altre strutture analoghe che si trovano sulla via Aurelia, durante la marcia di trasferimento verso la Gallia; anche nella ricostruzione medioevale continuava a presentare una curiosa somiglianza – che sarebbe culminata nella identica sorte toccatagli – con il Ponte Emilio (conosciuto anche come Ponte Rotto) di Roma.
Il percorso che lo attraversava era la Antica via Aurelia Romana, che doveva avere avuto in questo punto una corrispondente costruzione, una preesistente struttura costruita di epoca romana che univa la città alla vecchia strada per il levante del genovesato, venendo dalla attuale vie San Vincenzo e via Borgo Incrociati e da qui mettendo in comunicazione con il percorso oggi disegnato dalle vie San Fruttuoso, salita della Noce, Vernazza, Pontetti, vie delle Casette, via Romana di Quarto, via Romana della Castagna, via Romana di Quinto.
Il ponte insisteva su uno slargo del torrente Bisagno, un vasto spazio o area golenale, lasciata libera dalle costruzioni per scaricare le piene del Bisagno. Attraversava un lungo tratto che andava dal Borgo Incrociati sino alla chiesa di Sant'Agata, con 28 arcate. La realizzazione dell'abitato di Corso Sardegna e delle vicine vie ha coperto questa area golenale tra la fine dell'Ottocento e i primi due decenni del Novecento; delle arcate del ponte ne sono rimaste due presso la chiesa di Sant'Agata, altre o sono state demolite o giacciono tuttora interrate sotto le attuali strade. Ne furono lasciate solo sei, scoperte, ad attraversare il torrente, di fronte al Borgo Incrociati.

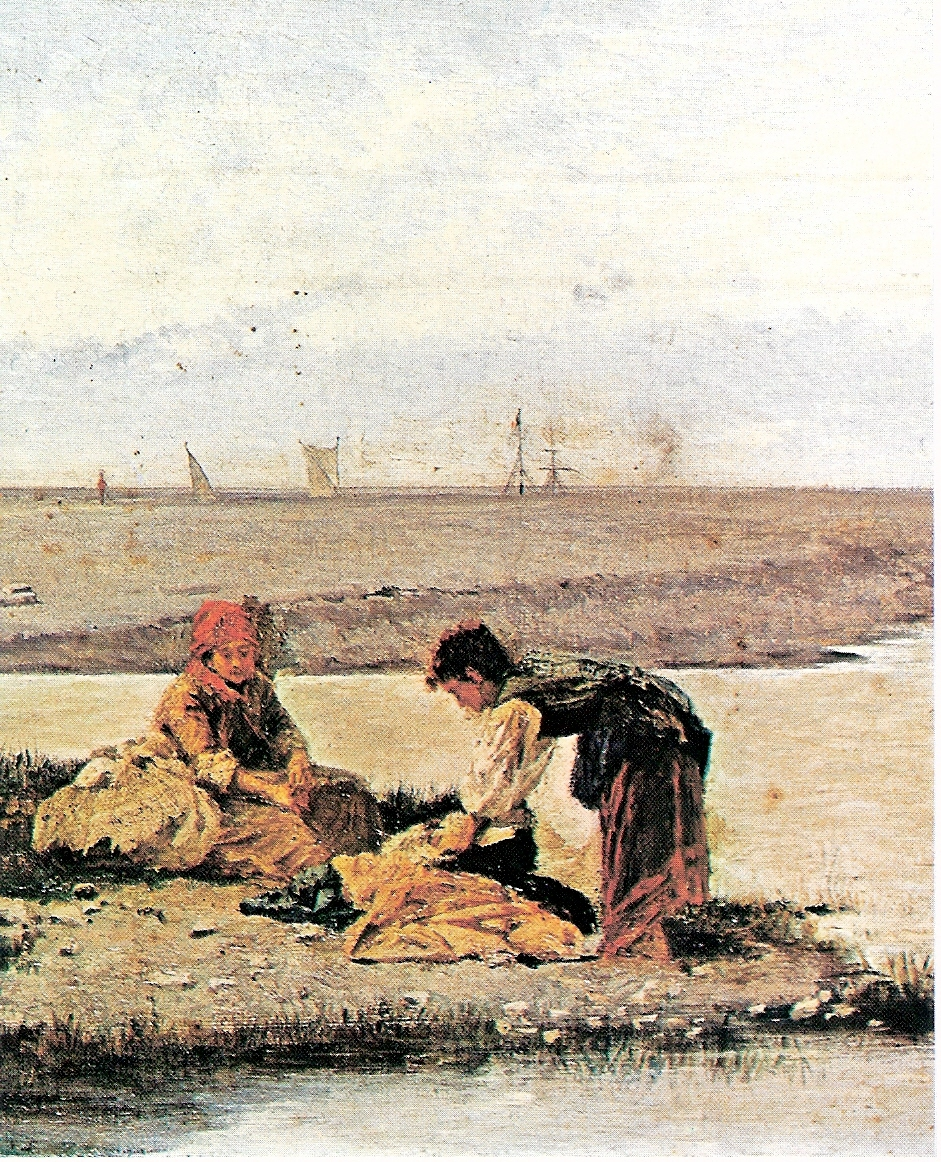
Dipinto di Antonio Varni raffigurante le lavandaie alla foce del torrente Bisagno sul finire del XIX secolo

Pesantemente danneggiato durante la tragica alluvione del 1970 che causò oltre quaranta morti, principalmente nella zona della stazione ferroviaria di Genova Brignole, e nella quale del ponte crollarono due delle arcate lasciate libere, cui seguì ancora il crollo dell'arcata rimasta sulla sponda di Levante nei successivi fenomeni alluvionali degli anni novanta, il ponte sul Bisagno è stato definitivamente chiuso. Quello che ne rimane sono solo pochi resti, tre arcate cui sono stati posti alcuni tiranti metallici per evitare il crollo totale.

### Principali affluenti
- Sinistra idrografica[2]:
  - torrente Lentro,
  - rio Montesignano,
  - rio Fereggiano.
  - torrente AICS
- Destra idrografica:
  - torrente Canate,
  - rio Torbido,
  - torrente Geirato
  - rio Trensasco,
  - rio Cicala,
  - rio Veilino.

## Fauna e flora

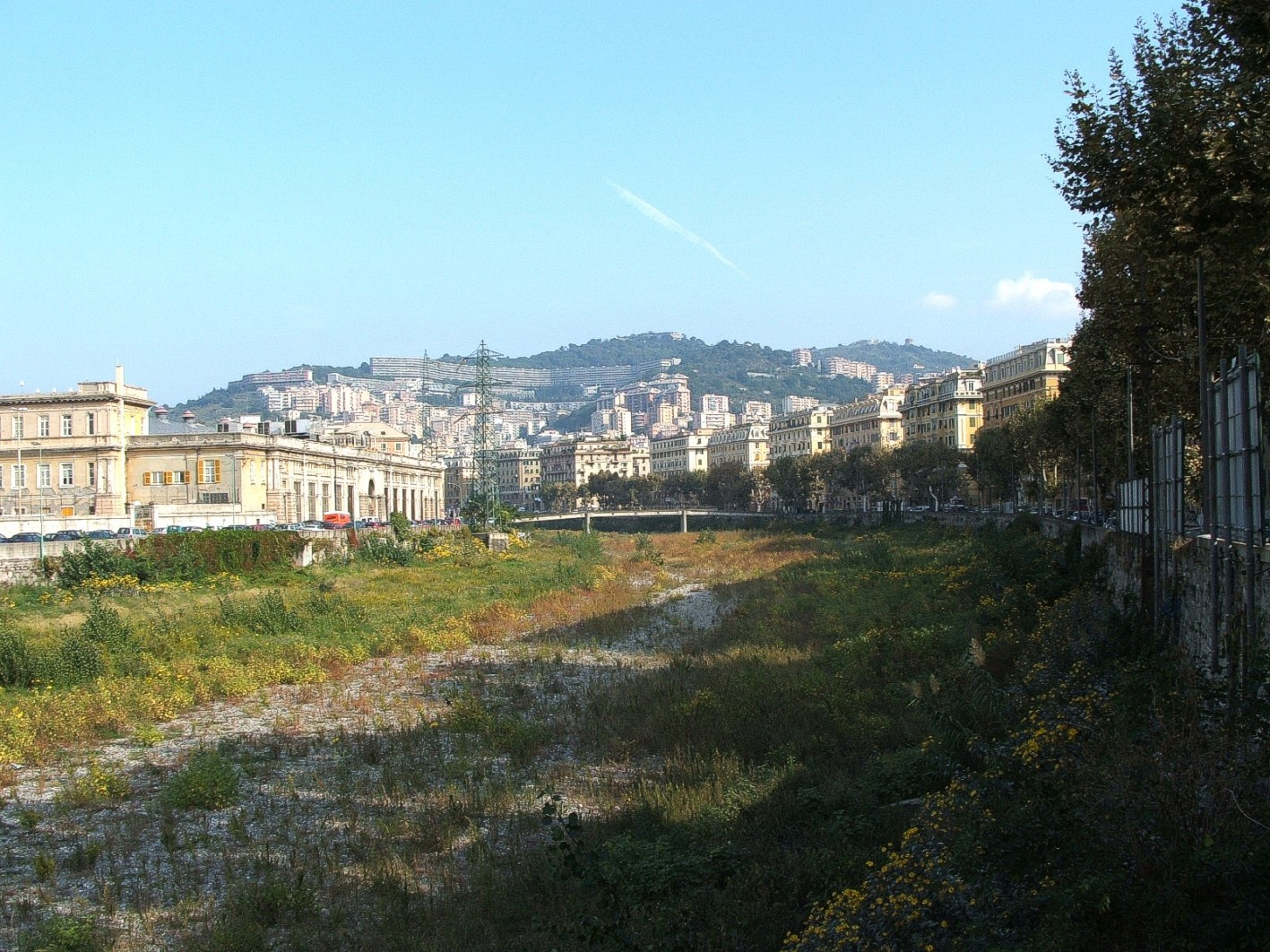
Il letto in piena secca del Bisagno; sulle alture si nota il complesso del Biscione

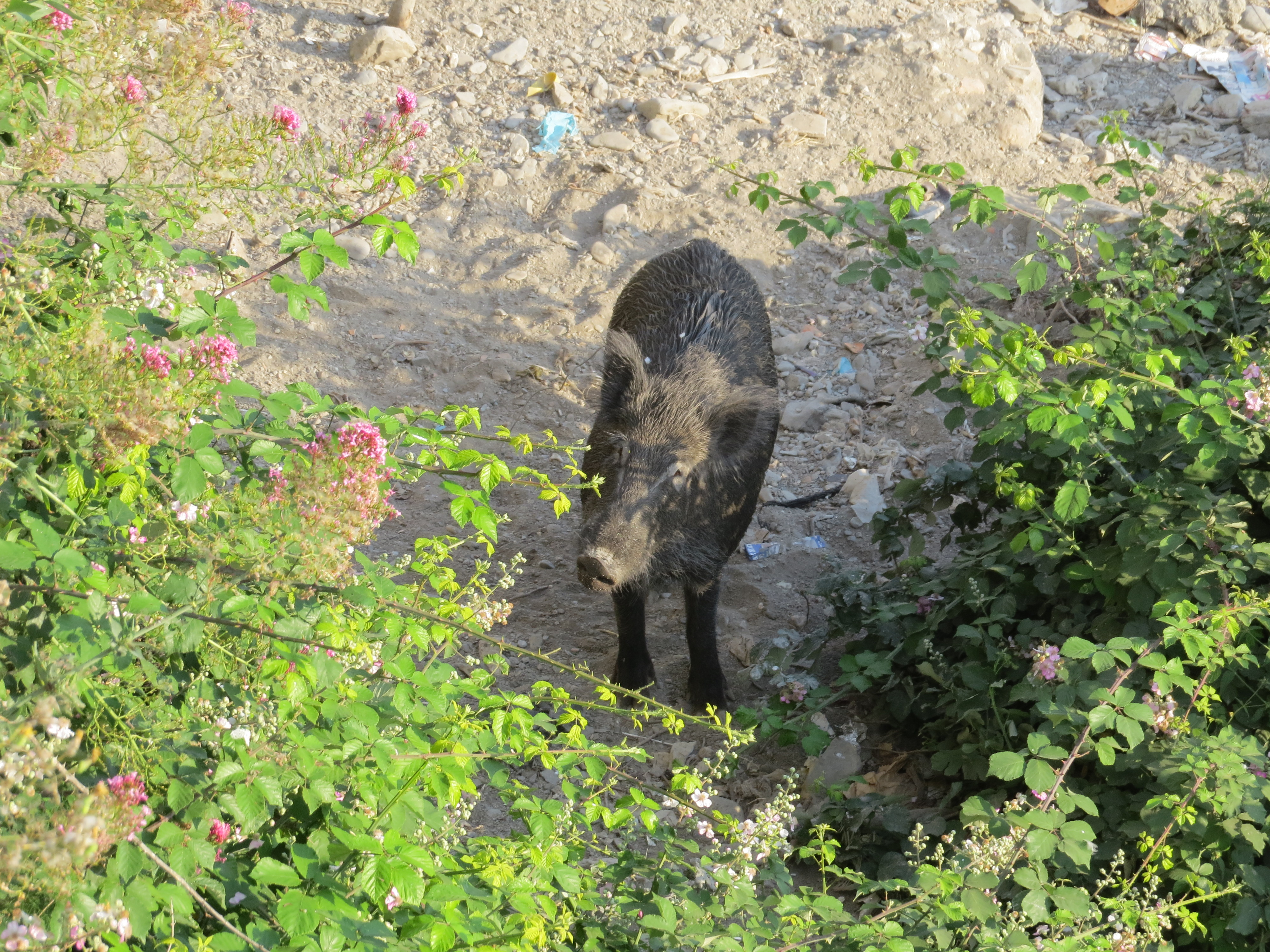
Un maschio adulto di cinghiale (Sus Scrofa), nel letto del Bisagno.

Sono presenti varie specie di volatili come fagiani, aironi cinerini, Larinae, corvi, germani reali, anatre e anche i cinghiali.
Ai bordi del letto del torrente sono presenti roveti, arbusti a basso fusto e alberi tipici della macchia mediterranea.